# Parc national de Pigeon Island
Le parc national de Pigeon Island est l'un des deux parcs nationaux maritimes du Sri Lanka. Le nom de l'île provient des pigeons qui l'ont colonisé.
Le parc est situé à 1 km de la cote de Nilaveli, une ville côtière de la province de l'Est, et possède une superficie de 471,429 hectares. L'île Pigeon a obtenu le statut de sanctuaire en 1963. En 2003, ce statut a été renommé par le titre de parc national. 
Ce parc national est le 17e au Sri Lanka. L'île a été utilisée comme champ de tir pendant l'ère coloniale. L'île de Pigeon est l'une des nombreuses zones protégées touchées par le tsunami de l'océan Indien en 2004.